# Черевин, Пётр Александрович
Пётр Александрович Черевин (1837—1896) — генерал-адъютант (01.01.1882), генерал-лейтенант (30.08.1886), товарищ министра внутренних дел и шефа жандармов, последний глава Третьего отделения. Приближённый императора Александра III.

## Биография
Происходил из дворян Костромской губернии. Родился 11 (23) октября 1837 года — сын отставного генерал-майора Александра Дмитриевича Черевина (1800—1849) и внук флигель-адъютанта Павла I Дмитрия Петровича Черевина (1768—1818).
Образование получил в Школе гвардейских прапорщиков и кавалерийских юнкеров, из которой выпущен 11 июня 1855 года корнетом в Кавалергардский полк. Сразу по прибытии в армию он принял участие в завершающих сражениях Крымской войны.
23 апреля 1859 года Черевин был произведён в поручики, 18 марта 1860 года переименован в капитаны с переводом на Кавказ в 20-й стрелковый батальон, 30 октября 1861 года получил чин майора и вскоре назначен в этом батальоне командиром роты.
С 26 сентября 1863 года состоял в распоряжении командующего войсками Виленского военного округа и принимал участие в подавлении польского восстания 1863—1864 годов. За отличия против поляков награждён орденами Св. Анны 3-й степени с мечами и бантом и Св. Станислава 2-й степени с мечами, а также был произведён в подполковники.
С 28 мая 1865 года Черевин состоял по Военному министерству и 26 августа следующего года получил чин полковника. 13 июня 1867 года назначен флигель-адъютантом и состоял при императоре Александре II.
24 мая 1869 года Черевин был назначен командиром Собственным Его Императорского Величества конвоем и в этом качестве в 1877 году отправился на Дунайский театр военных действий против Турции.
В начале войны на него было возложено командование Кавказской казачьей бригадой, с которой он не раз отличался на полях Болгарии. Co дня перехода через Дунай, до самого последнего момента войны эта бригада постоянно действовала в авангарде армии. За боевые отличия он 17 октября 1877 года был произведён в генерал-майоры Свиты Его Величества. 21 октября Черевин занял левее Софийского шоссе деревню Пештерну. 24 октября его разъезды, преследуя отступавших турок, прошли Яблоницкое ущелье. В январе он действовал в окрестностях Филиппополя.
За свои многочисленные боевые отличия Черевин дважды был удостоен золотого оружия с надписью «За храбрость», причём вторая сабля была с алмазными украшениями. 30 августа 1879 года он был награждён орденом Святого Георгия 4-й степени
В деле с Турками, 20 Декабря 1877 года, под Горным-Бугаровым, командуя Кавказскою казачьею бригадою, своими распоряжениями и примером личной храбрости, способствовал отражению втрое превосходившего в силах неприятеля.
13 августа 1878 года Черевин сдал командование Кавказской казачьей бригадой и Собственным Его Величества конвоем, а 5 октября был назначен товарищем шефа жандармов и главного начальника III отделения Собственной Его Величества канцелярии. С 6 августа 1880 года по 25 декабря 1881 года Черевин занимал должность товарища министра внутренних дел и некоторое время исполнял дела шефа жандармов(март-август 1880), после чего состоял по гвардейской кавалерии. В ноябре 1881 года на него было совершено неудачное покушение.
1 января 1882 года назначен генерал-адъютантом. 30 августа 1886 года произведён в генерал-лейтенанты. 28 мая 1894 года назначен дежурным генералом при Его Императорском Величестве.
А. А. Половцов писал о Черевине, что это был человек «умный, добрый, честный, постоянно выпивши» и «находясь безотлучно при государе, при несомненном природном уме и безукоризненной честности имел огромное влияние, особливо в вопросах личных». Примерно такую же характеристику Черевина приводит граф Витте:
Черевин был человек общества, с обыкновенным образованием, но с большим здравым смыслом и умом; до известной степени он был остроумен, но был очень склонен к употреблению крепких напитков. Я не сомневаюсь, что он подавал всегда хорошие советы.

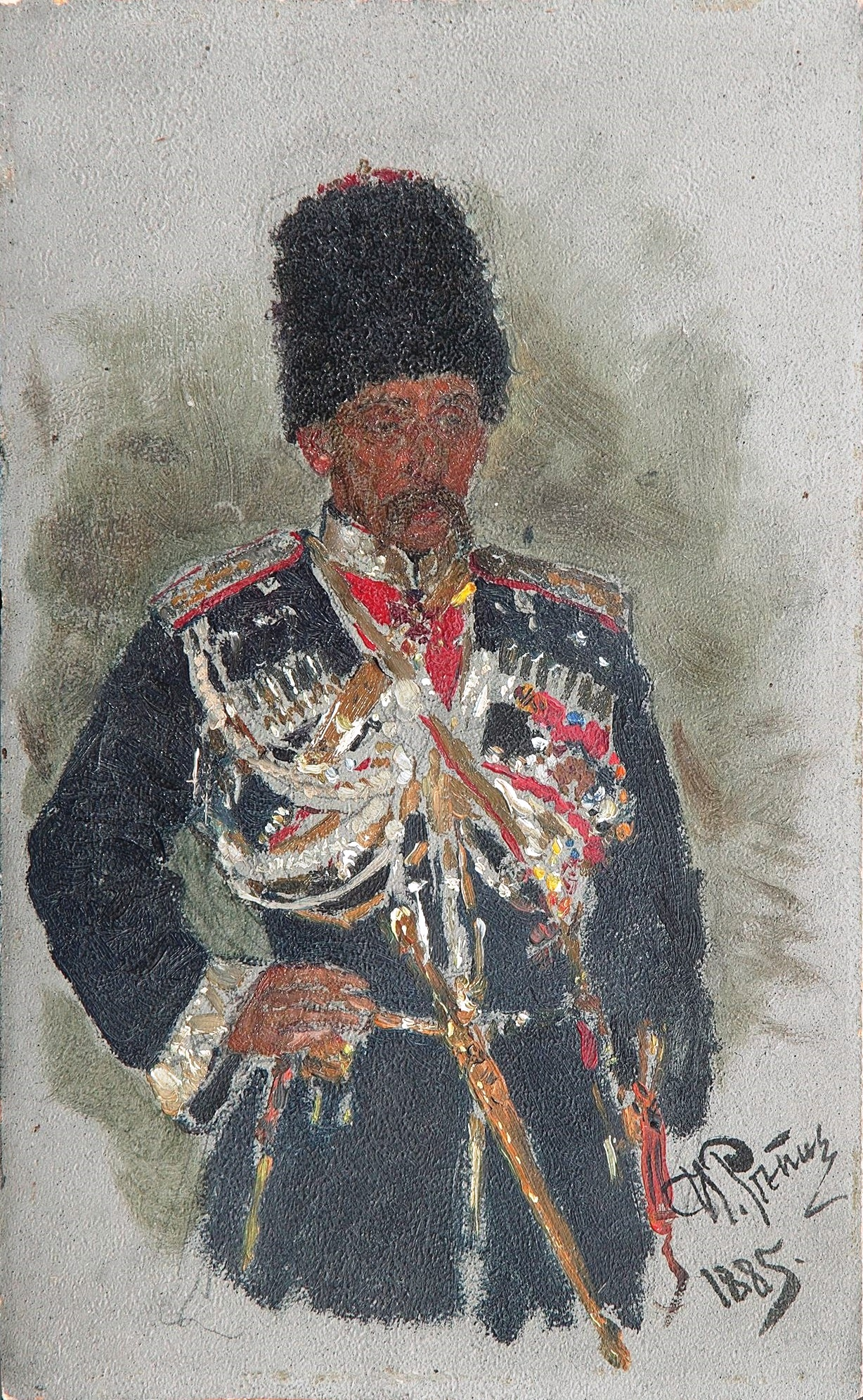
Илья Репин. Генерал в форме царского конвоя П. А. Черевин (Этюд к картине "Приём волостных старшин Александром III во дворе Петровского дворца в Москве"), 1885.

Во многом склонность к пьянству и весьма резкие манеры послужили причиной того, что при воцарении императора Николая II Черевин, формально оставаясь в должности дежурного генерала, был совершенно удалён от двора. Он сожительствовал с известной княгиней Екатериной Радзивилл, которая через него приобрела определённое влияние в придворных кругах.
Впрочем, упоминание об удалении П. А. Черевина от двора противоречит тому факту, что в декабре 1895 года он находился в должности дворцового коменданта и ему была поручена организация охраны императорской семьи на коронации в Москве.
Скончался Черевин в Санкт-Петербурге 19 февраля (2 марта) 1896 года от воспаления лёгких, отпевали его в церкви Кавалергардского полка, похоронен в фамильном имении Нероново Солигалицкого уезда Костромской губернии в притворе Благовещенской церкви.
Воспоминания Черевина о польском восстании 1863 г. изданы посмертно: 
Воспоминания П. А. Черевина. 1863-1865 / [предисл.: Ф. Рязановский]. - Кострома : Костромское науч. о-во по изучению местного края, 1920. - IV, 76 с.; 26 см. - (Библиотека общественных движений в России XIX и XX вв.; Вып. 3).

## Награды
- Орден Святой Анны 3-й степени с мечами и бантом (1863 год)
- Орден Святого Станислава 2-й степени с мечами (1863 год, императорская корона к этому ордену в 1864 году)
- Орден Святого Владимира 4-й степени (1866 год)
- Орден Святой Анны 2-й степени (1870 год, императорская корона к этому ордену в 1872 году)
- Орден Святого Владимира 3-й степени (1875 год)
- Золотая шашка с надписью «За храбрость» (19 мая 1878 года)
- Орден Святого Станислава 1-й степени с мечами (1879 год)
- Орден Святого Георгия 4-й степени (30 августа 1879 года)
- Золотая сабля с надписью «За храбрость», украшенная алмазами (1 ноября 1879 года)
- Орден Святой Анны 1-й степени (30 августа 1880 года)
- Орден Святого Владимира 2-й степени (15 мая 1883 года)
- Орден Белого орла (30 августа 1889 года)
- Орден Святого Александра Невского (30 августа 1894 года)